# دانشگاه هانوفر

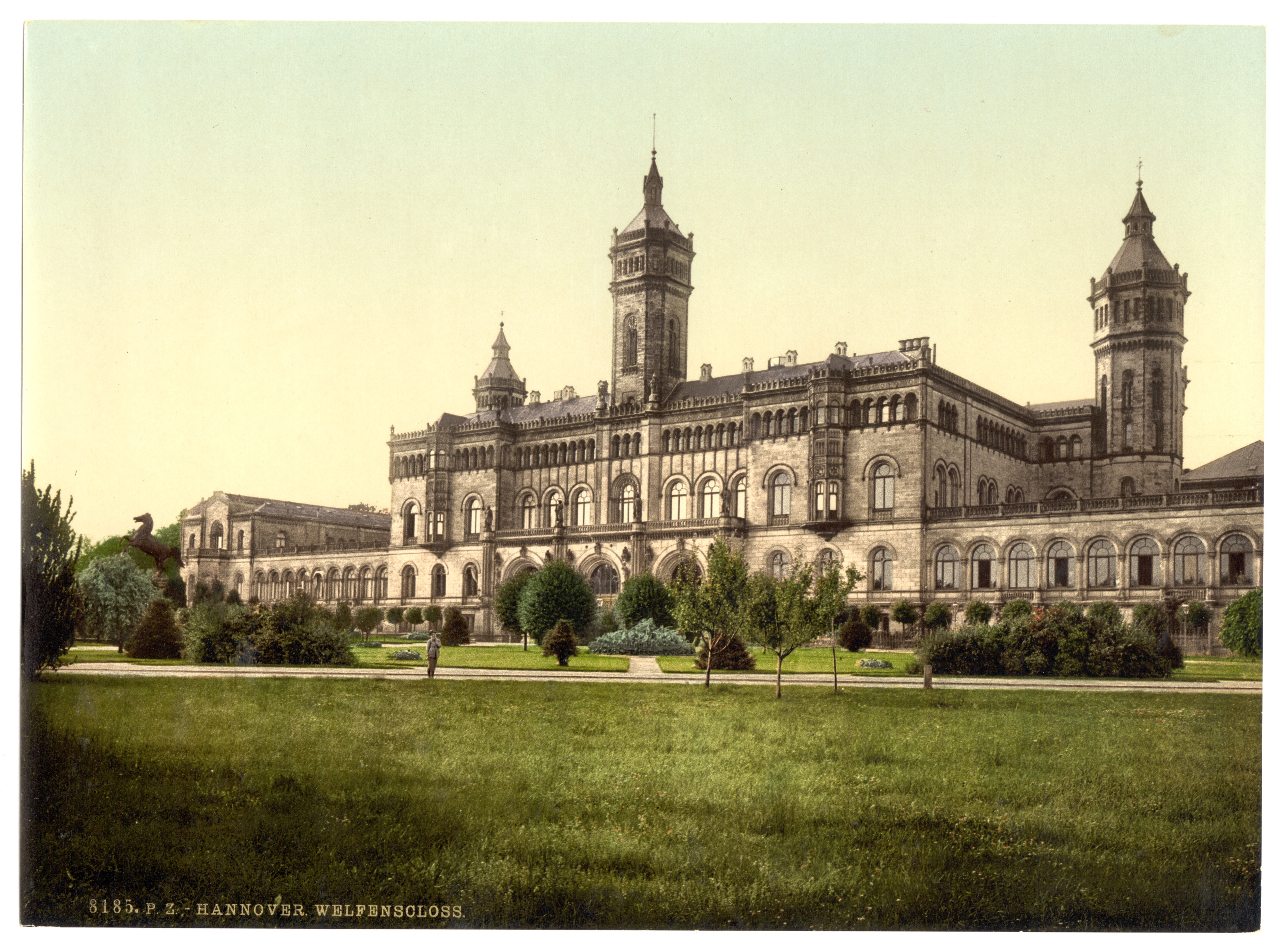
ساختمان مرکزی دانشگاه

دانشگاه هانوفر (به آلمانی: Universität Hannover) یک دانشگاه تحقیقاتی دولتی در شهر هانوفر واقع در ایالت نیدرزاکسن آلمان است که ریشه تأسیس آن به سال ۱۸۳۱ میلادی بازمی‌گردد. این دانشگاه با بیش از ۲۵٬۰۰۰ دانشجو دومین دانشگاه بزرگ ایالت نیدرزاکسن و یکی از دانشگاه‌های کشور آلمان می‌باشد. این دانشگاه عضو انجمن موسسات فناوری آلمان (TU9) بوده و از موسسات پیش‌روی آلمانی در زمینه فناوری به‌شمار می‌رود.

## آمار و ارقام
در دانشگاه هانوفر بیش از ۱۸۰ رشته تحصیلی ارائه می‌شود. در ترم زمستانی ۲۰۱۴/۱۵ بیش از ۲۵٬۷۰۰ نفر در این دانشگاه مشغول به تحصیل بودند که حدود ۱۰٬۵۰۰ نفر (۴۱ درصد) آنان را زنان و حدود ۲٬۱۰۰ نفر (۸ درصد) آنان را خارجیان از ۱۲۵ کشور دنیا تشکیل می‌دادند.

## دانشکده‌ها
دانشگاه هانوفر دارای ۹ دانشکده می‌باشد.
- دانشکده معماری و معماری منظر
- دانشکده مهندسی عمران و زمین‌سنجی
- دانشکده مهندسی برق و فناوری اطلاعات
- دانشکده حقوق
- دانشکده مهندسی مکانیک
- دانشکده ریاضیات و فیزیک
- دانشکده علوم طبیعی
- دانشکده اقتصاد
- دانشکده فلسفه